# Löss (sång)
Denna artikel handlar om sången Löss. För insektsordningen, se löss (ordning)
Löss, är en sång som skrevs av Benny Andersson och Björn Ulvaeus till musikalen Kristina från Duvemåla 1995. 
Kristina tror att Ulrika har spridit löss på båten mot Amerika. De börjar gräla med varandra. Ulrika vet att det inte är hon som har spridit löss på båten, det är Kristina själv, så hon låter Inga-Lena leta efter löss i hennes kläder för att bevisa det. 
Änkan Fina-Kajsa berättar om ur Gud skapade lössen och sedan berättar hon för passagerarna på båten att det är bra att äta löss om man har tappat sin aptit. Senare berättar hon vad som skiljer löss från loppor.
I originaluppsättningen samt på CD-skivan sjöngs numret av bland andra Helen Sjöholm, Åsa Bergh och Marianne Mörck. Scenerna med Fina-Kajsas sång är inte med i uppsättningarna på 2012-2016.